# Prieuré de Woodside
Le prieuré de Woodside est une communauté bénédictine appartenant à la congrégation américano-cassinaise de cinq moines dépendant de l'abbaye Saint-Anselme de Manchester (New Hampshire). Elle dirige la seule école secondaire bénédictine de Californie, la Wooldside Priory Preparatory School, collège mixte avec possibilité d'internat par bungalows (20 % des élèves), ouverte en 1957.
L'école comprend à demeure sur le campus 5 administrateurs, 16 professeurs, 3 membres du personnel de service, 5 moines et 48 pensionnaires. Elle comprend environ 300 élèves de l'équivalent collège au lycée. Elle offre un vaste programme d'éducation avec des activités sportives (notamment surf et ski). La communauté asiatique y est bien représentée avec des élèves, dont certains sont pensionnaires, originaires de Hong Kong et de Taïwan.  